# Frígia Major
Frígia Major és el nom donat pels grecs a la part principal de la Regió de Frígia a la vall del Sangari.
Limitava al nord amb Bitínia i Paflagònia, a l'est amb Capadòcia i Licaònia, amb frontera al riu Halis, diu Heròdot. La frontera sud, cap a Psídia i Cilícia estava formada per les muntanyes del Taure) i a l'oest per les muntanyes de Tmolos i Mesogis, però sense un límit gaire precís que la separés de Mísia, Lídia i Cària, ja que segons diu Estrabó, les ètnies no tenien territoris definits i els romans van destruir intencionadament les fites antigues que delimitaven els territoris. La part més important del territori n'era la fèrtil vall del Sangarios, on vivien els frigis en temps d'Homer. Iconi n'era la ciutat més oriental i extremadament fèrtil, i incloïa la regió al nord-oest d'aquesta ciutat amb el llac salat anomenat Tatta, estèril i fred, i el territori del voltant només era apte per pastures i patia freqüents sequeres.
La part sud envoltada per les muntanyes del Taure era coneguda com a Frígia Parorios, un territori pla que no devia ser gaire estèril, ja que s'hi trobaven moltes ciutats. A l'oest, s'estenia la vall del riu Meandre, i era la zona més poblada. Aquesta part estava exposada a constants terratrèmols degut a l'activitat volcànica de la zona, cosa que testifiquen les aigües termals de Hieràpolis i el Plutonium, una cova sagrada de gran profunditat vora la ciutat, d'on sortia un vapor verinós.
La part nord-oriental, amb Ancira i Gòrdion, va passar als gàlates a la meitat del segle iii aC i s'hi va formar la Galàcia, quedant Frígia Major reduïda a la meitat (al mateix temps, Licaònia va incorporar territoris del sud-est). La part al nord-oest formava la Frígia Menor.